# IPad (7e génération)
L'iPad  de septième génération ou iPad 2019 est une tablette tactile conçue, développée et commercialisée par Apple. Elle prend en charge la première génération d'Apple Pencil. Par rapport aux précédents modèles, la tablette se distingue par un écran plus grand de 10,2 pouces contre 9,7 auparavant. Elle a été présentée le 10 septembre 2019 et mise en vente le 25 septembre 2019.
À l’aide de son écran plus grand, il est compatible avec le Smart Keyboard de Apple.
À sa sortie, c'était le modèle d'entrée de gamme des tablettes d'Apple. Elle avait pour cibles les clients voulant un bon rapport qualité prix, ainsi que le marché de l'éducation.
Cette tablette existe en version Wifi et en version Wifi + 4G.

## Historique
Des rumeurs autour d'un successeur de l'iPad 2018 sont apparues au premier semestre 2019, lorsqu'un septième modèles d'iPad fut enregistrés auprès de l'Union économique eurasiatique, une base de données connue pour fournir des conseils sur les futurs appareils d'Apple. On pensait que l'un des modèles était un nouvel iPad d'entrée de gamme, qui aurait prétendument des améliorations de conception mineures par rapport à l'iPad 2018. Plusieurs sources ont affirmé que le nouveau modèle comporterait une caméra arrière à double objectif  et que sa taille d'écran pourrait mesurer 10,2 pouces, contre 9,7 pouces sur les modèles d'iPad précédents. Les rapports de BGR ont également affirmé que l'appareil pourrait commencer sa production en juillet 2019, avec une date de sortie prévue vers le troisième trimestre de la même année.
L'iPad de septième génération a ensuite été révélé par Apple le 10 septembre 2019 à l'Apple Park, avec une date de sortie prévue le 30 septembre de la même année.

## Accueil
L'iPad de septième génération est plutôt bien accueilli à sa sortie. L'augmentation de sa taille d'écran est salué. Cependant, le manque de nouveauté est critiqué, notamment le processeur A10 Fusion par rapport au modèle précédent sorti 18 mois plus tôt,.